# Мішакова Ольга Петрівна
Ольга Петрівна Мішакова (1906, Козельський повіт Калузької губернії, тепер Сухиницького району Калузької області, Російська Федерація — 1980, місто Москва) — радянський діячка, секретар і член Бюро ЦК ВЛКСМ з листопада 1938 по листопад 1947 року. Член Центральної Ревізійної Комісії ВКП(б) у 1939—1952 роках. Кандидат філософських наук.

## Життєпис
Народилася в селянській родині.
З 1924 року працювала в Козельском повітовому відділі політичної освіти Калузької губернії. У 1925 році вступила до комсомолу.
Потім працювала вчителькою початкової школи в Карельській АРСР.
У 1931 році закінчила 1-й Московський державний університет. У 1936 році закінчила аспірантуру Науково-дослідного інституту економіки і організації праці в Москві.
З 1936 року — старший науковий співробітник Науково-дослідного інституту економіки і організації праці, викладач марксизму-ленінізму Московського інституту тонкої хімічної технології.
З 1936 по липень 1938 року — завідувач відділу учнівської молоді Кіровського районного комітету ВЛКСМ міста Москви; інструктор відділу пропаганди і агітації ЦК ВЛКСМ.
Член ВКП(б) з 1937 року.
З липня по листопад 1938 року — не працювала, проживала в Москві.
У листопаді 1938 року — інструктор відділу пропаганди і агітації ЦК ВЛКСМ. Активна учасниця сталінських репресій кінця 1930-х років, ініціатор звільнення з посади ряду загальносоюзних і регіональних партійних і комсомольських діячів.
22 листопада 1938 — 21 листопада 1947 року — секретар ЦК ВЛКСМ з питань ідеології та член Бюро ЦК ВЛКСМ.
Одночасно 22 листопада 1938 — 19 липня 1946 року — завідувач відділу пропаганди і агітації ЦК ВЛКСМ. З листопада 1938 — редактор журналу «Юный коммунист».
З 1946 по 1947 рік — на викладацькій роботі. У 1947 році закінчила аспірантуру Академії суспільних наук при ЦК ВКП(б) та захистила дисертацію на тему «Роль виховання в будівництві комуністичного суспільства».
У 1947 році — завідувач відділу культурно-просвітніх установ Управління пропаганди і агітації ЦК ВКП(б).
У 1948—1950 роках — інспектор ЦК ВКП(б).
Потім — на викладацькій роботі. Автор праць про радянських жінок —учасниць німецько-радянської війни, а також про виховання молоді.
28 червня 1956 року рішенням Комітету партійного контролю при ЦК КПРС виключена з КПРС.
За даними Енн Епплбаум, лікувалася в психіатричній лікарні.
Померла 1980 року в Москві.

## Нагороди
- орден Трудового Червоного Прапора (28.10.1948)
- медалі